# Mateřídouškovec vonný
Mateřídouškovec vonný (Thymbra capitata) je aromatický keř či polokeř z čeledi hluchavkovitých. Pochází z oblasti Středomoří, kde je využíván k produkci vonných éterických olejů pro farmaceutické a kosmetické účely, využití má též v tradiční medicíně a včelařství.

## Popis

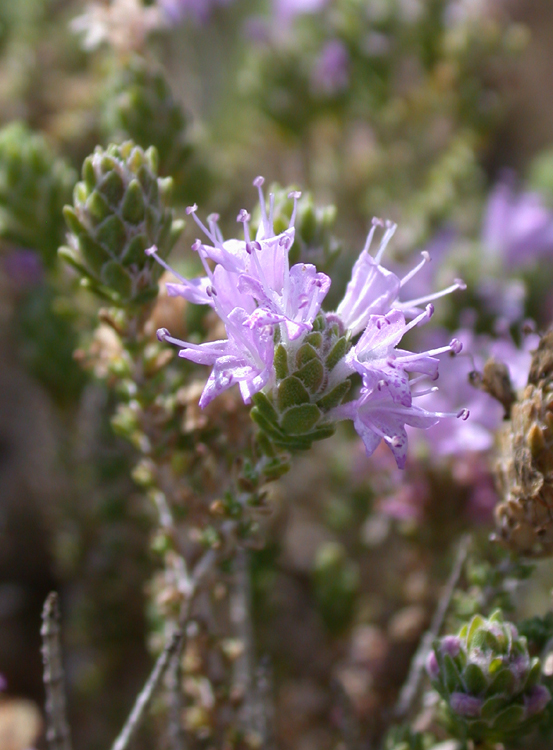
Detail květenství

Obvykle nízký, hustě větvený keřík či polokeř dorůstající výšky 20–50 cm. Větévky jsou přímé či vystoupavé, v mládí bíle plstnaté, nesoucí čárkovité až kopinaté, přisedlé, křižmostojně postavené vstřícné listy, které jsou cca 1 cm dlouhé, žláznaté, za velkého sucha opadávají. Květy vyrůstají na vrcholech bočních větví v lichopřeslenech nahloučených do nápadné kompaktní hlávky. Jsou oboupohlavné, tyčinky jsou 4 a vyčnívají ven z květů, koruna je dvoupyská, asi 1 cm dlouhá, nejčastěji růžově fialové barvy, vzácně též bílá. Rozkvétají od května do října, opylovány jsou pomocí hmyzu, jemuž nabízejí odměnu v podobě nektaru. Plody jsou tvrdky.

## Ekologie a rozšíření
Druh rozšířený ve většině Mediteránu od Portugalska po Turecko, včetně ostrovů ve Středozemním moři (Baleáry, Sicílie, Sardinie, Korsika, Malta, Kréta, Kypr), výjimkou je pouze kontinentální Francie. Jeho obvyklým biotopem jsou nízké křoviny zvané garrigue na suchých skalnatých stráních a na plném slunci. Preferuje vápnité podloží.

## Taxonomie
V minulosti byl tento druh průběžně řazen do několika různých rodů (mj. mateřídouška, saturejka či dobromysl), o čemž svědčí množství synonym, pod nimiž je druh veden. Původně byl popsán Linném jako Satureja capitata. V rámci čeledi hluchavkovitých patří do podčeledi Nepetoideae, tribu Mentheae a subtribu Menthineae. Rod Thymbra aktuálně zahrnuje 7 druhů rozšířených ve Středomoří, v jihozápadní Asii a na Arabském poloostrově; dle fylogenetických výzkumů je bazální větví taxonomicky složité skupiny obsahující dále větší rody Micromeria, Origanum, Thymus a monotypické Pentapleura, Zataria a Saccocalyx.

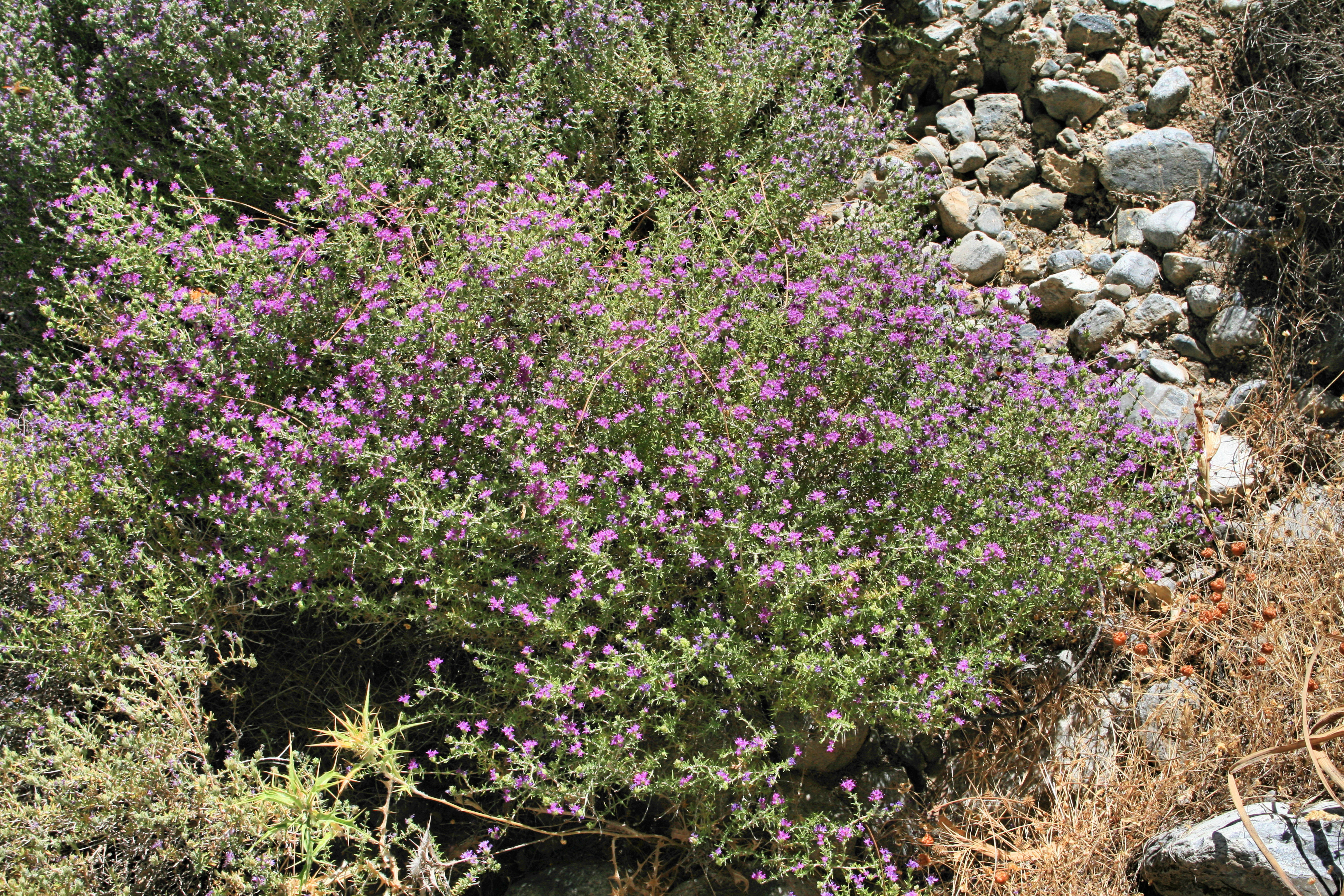
Rostlina na přirozeném stanovišti, Kréta

## Využití
Silice mateřídouškovce vonného je bohatá na karvakrol a thymol, má tedy silné antimikrobiální, biocidní a antioxidační účinky. Využívána je v medicíně a kosmetice, např. proti kvasinkovým a jiným infekcím (Candida albicans, listérie), ale i v průmyslu: aplikuje se proti povlakům řas a sinic na historických stavebních památkách nebo ke konzervaci potravin.
Je také významnou medonosnou rostlinou vzhledem k produkci nektaru a také k letní době kvetení, kdy včely ve vyprahlé středomořské krajině nenacházejí příliš jiných možností potravy. Med je světle či tmavě jantarové barvy a velmi aromatický, k jeho hlavním producentům patří především Malta.